# Michael Johann von der Borch

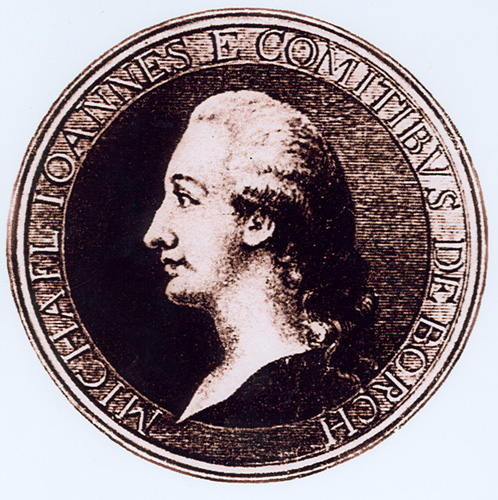
Michael von der Borch

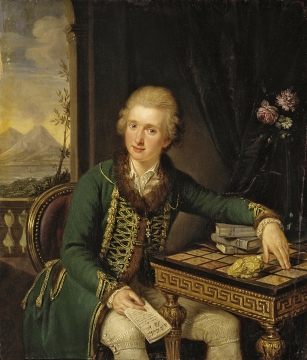
Michael von der Borch, Porträt von Ludwig Guttenbrunn

Graf Michael Johann von der Borch-Lubeschitz und Borchhoff, Baron von Borchland (polnisch Michał Jan Borch; russisch Михаэль Иоганн фон дер Борх; auch Michel-Jean Borch) (* 20. Juni 1753 in Warkland, Polen-Litauen; † 16. Dezemberjul. / 28. Dezember 1810greg. in Warkland, Russland) war ein deutschbaltischer Naturforscher und Schriftsteller.
Sein botanisches Autorenkürzel lautet Borch.

## Leben

### Herkunft
Michael Johann von der Borch entstammt dem kurländischen Zweig des Adelsgeschlechts Borch-Lubeschütz. Seine Eltern waren der polnische Kanzler Johann Andreas Josef von der Borch (1715–1780) und Ludwika Anna von Syberg (1725–1788).

### Werdegang

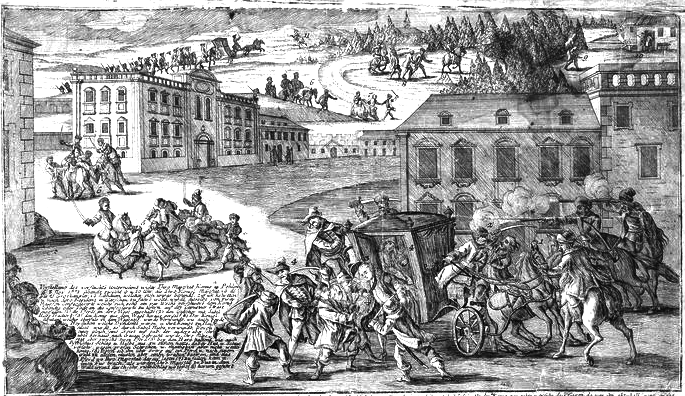
Illustration zur Entführung Stanisław Poniatowskis

Graf Borch wurde durch französische Lehrer auf dem elterlichen Gut ausgebildet und erzogen, teils auch in Polen, etwa auf dem Collegium Pium in Warschau. 1762 trat er in polnische Militärdienste und war spätestens 1776 in den Rang eines Obersts bei den Husaren avanciert. Als Kapitän der Livländischen Fußgarde wurde Borch bei der Entführung Stanisław August Poniatowskis in der Nacht vom 3. zum 4. November 1771 in Warschau durch Stanisław Strawiński verwundet, als er den König zu verteidigen suchte. Durch seine loyale Haltung und Eignung stieg er 1781 zum Generalquartiermeister von Litauen auf, wurde 1786 Angehöriger des Kriegsdepartements beim immerwährenden Rat und schließlich Generalleutnant der polnischen Truppen. Er war ebenfalls seit 1772 Starost von Ludsen (Lettgallen) und seit 1787 Woiwode von Bełz (heute: Ukraine), wo er die Einführung der polnischen Sprache förderte.
Von 1774 bis 1778 unternahm er eine ausgedehnte Grand Tour durch Deutschland, Frankreich, die Schweiz und Italien. Dabei begab er sich auch zum Malteserorden nach Malta. Die Anregung zum Besuch von Malta und Sizilien gab ihm u. a. das seinerzeit vielgelesene Buch A Tour through Sicily and Malta des Schotten Patrick Brydone (1736–1818). Auf Sizilien widmete er sich vom September 1776 bis zum April 1777 ausgiebigen mineralogischen Studien. Deren Ergebnisse veröffentlichte er in Beiträgen in sieben in Italien erschienenen wissenschaftlichen Publikationen, später auch – in erweiterter Form – als Bücher in französischer Übersetzung. Dazu schrieb Goethe während seiner „Italienischen Reise“: „Vorgearbeitet in dem Steinreiche Siziliens hat uns Graf Borck <sic!> sehr emsig, und wer nach ihm gleichen Sinnes die Insel besucht, wird ihm recht gern Dank zollen. Ich finde es angenehm sowie pflichtmässig, das Andenken eines Vorgängers zu feiern.“ Die umfassenden naturkundlichen Sammlungen von Michael von der Borch wurden im Schloss von Varakļāni noch in Ehren gehalten, als Gustav von Manteuffel (1832–1916), der Erforscher der lettgallischen Kultur und Geschichte, es 1868 besuchte. In Anerkennung seiner Verdienste als Naturforscher wurde die Armfüßer-Art Bicarinatina borchi aus der Familie der Pseudolingulidae nach Michael Johann von der Borch benannt.
Im Rang eines königlich polnischen Generalleutnants und Generalquartiermeisters im Großherzogtum Litauen stehend, wurde ihm am 17. März 1783 zu Wien von Kaiser Joseph II. der Reichsgrafenstand zuerkannt.

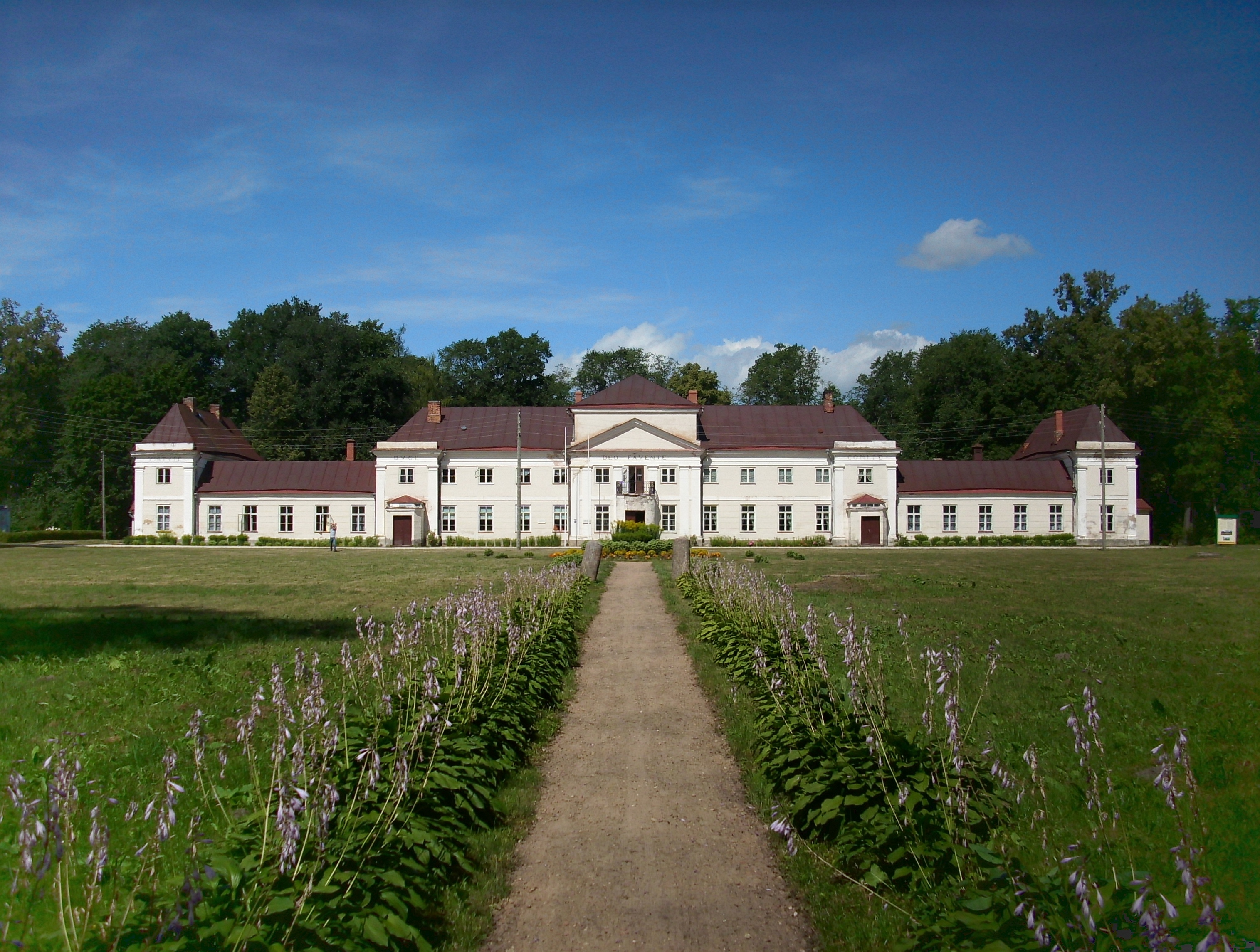
Herrenhaus Warkland (2008)

1790 reiste Borch im Auftrag des polnischen Königs, dessen uneingeschränktes Vertrauen er genoss, nach England, zog sich jedoch nach der dritten Teilung Polens aus dem Staatsdienst zurück auf seine Güter. 1789 hatte er auf Warkland, das seine Familie bereits 1483 im Besitz hatte, nach dem Entwurf des italienischen Architekten Vincenzo de Mazotti (1756–1798) ein Herrenhaus mit Parkanlagen und Teichen anlegen lassen.
Graf Borch war u. a. Ritter des Orden vom Pfälzer Löwen, des Sankt-Stanislaus-Orden und des Orden des Weißen Adlers. Er widmete sich schriftstellerisch der Naturkunde, unterhielt internationale Kontakte etwa zu Daniel Bernoulli oder Voltaire und war Mitglied zahlreicher akademischer Gesellschaften. Er galt als „ein feingebildeter Geist von aristokratischer Eleganz und gründlicher Gelehrsamkeit“.

### Familie

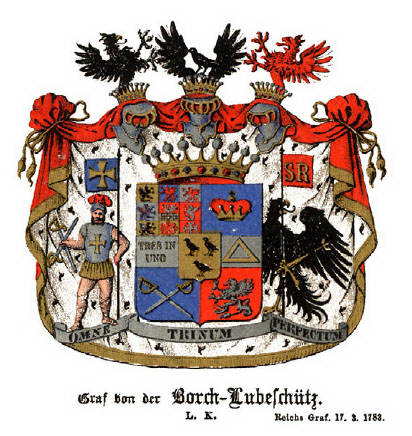
Wappen der Grafen von der Borch (seit 1783)

Innerfamiliär hatte Graf Borch-Lubeschütz nach dem Tod seines Vaters zuerst seine Mutter und später, nach ihrem Tod, auch seinen Schwager Graf Kasimir Konstantin Plater (1748–1808), den litauischen Kanzler, mit einem seinerzeit skandalösen Erbschaftsprozess konfrontiert.
Graf Borch vermählte sich 1783 in Riga mit Gräfin Eleonore Christina von Browne of Camus (1766–1844), Tochter des russischen Generalgouverneurs von Livland Georg Browne. Aus der Ehe sind sieben Kinder hervorgegangen.
1. Eleonore Sophie Wilhelmine (1795–1880), ⚭ 1813 Graf Theodor Ludwig Wilhelm Keller (1791–1860), russischer Oberst
2. Louise Isabelle Victorine (1796–1870), ⚭I 1816 Graf Alexander Lambsdorff (1794–1843), russischer Major, Präsident des kurländischen Kreditvereins; ⚭II Eduard von Funk (1800–1880), Majoratsherr auf Kaiwen
3. Carl Georg Johann Joseph (1798–1861), Adelsmarschall von Witebsk, ⚭ 1825 Gräfin Luise Marie Ursular Plater-Syberg (1805–1878)
4. Isabella Amalie Marianne Gertrud (1799–1862), ⚭ 1822 Heinrich Wilhelm von Grote (1797–1879), russischer Kollegienrat
5. Annette Clara Julie Natalie (1801–1869), ⚭ 1822 Moritz Friedrich von Grote (1799–1884), russischer Gardeoberst
6. Alexander Anton Stanislaus Bernhard (1804–1867), russischer Kammerherr, Zeremonienmeister und Wirklicher Staatsrat, ⚭ 1833 Gräfin Sophia Laval de la Loubrérie (1809–1871)
7. Joseph Casimir Peter Michael (1807–1881), russischer Kammerjunker, ⚭I 1830 Emma Emilia Hołyńska († 1868); ⚭II 1868 Dorothea Staleidsan gen. Borck (1838–1933)

## Kontroverse
Die obige Darstellung folgt überwiegend deutschen Quellen, die wiederum im Wesentlichen auf Napiersky aufbauen. In der polnischen einschlägigen Literatur (s. u.) wird der politische Wedergang Borchs, nicht seine wissenschaftliche und literarische Leistung, diametral abweichend abgebildet. So sind Dienstzeiten in der Kronarmee nicht dokumentiert und werden daher angezweifelt, der Rang eines polnischen Generalleutnants, als der er auch 1799 im Hof- und Staatskalender des pfalz-bayerischen Kurfürsten Karl Theodor bezeichnet wird, ist demnach lediglich titularisch aufzufassen. Im Verhältnis zwischen Borch und Poniatowski wird ersterer als gierig und erpresserisch dargestellt. Der polnische Historiker Jan Turkowski kommt zu dieser Darstellung nach Auswertung der persönlichen Korrespondenz beider Herren. Schlussendlich ist die Entführung des Königs bis auf den Namen des königlichen Adjutanten, detailliert und nahezu lückenlos dokumentiert. Borch wird in diesem Zusammenhang nicht erwähnt. Sein Zutun und die daraus resultierende Verletzung darf wohl als unwahrscheinlich angesehen werden, da sogar die Namen der anwesenden Diener einzeln aufgeführt werden, die Nennung eines Sohnes des polnischen Großkanzlers der Krone aber nicht erfolgte.

## Werke
- Ode… pour la séance publique du premier d’Avril de la conversation galante de Monsieur le prince di Campofranco…. Palermo 1777.
- Lettres sur la Sicile et sur l’île de Malthe … écrites en 1777. Pour servir de supplément au voyage en Sicile et à Malthe de Monsieur Brydonne. Bern 1785.
- Lythologie sicilienne ou Catalogue raisonné de toutes les pierres de la Sicile propres à embellir le cabinet d'un amateur. Neapel 1777.
- Lythologie sicilienne, en connaissance de la nature des pierres de la Sicile, suivie d'un discours sur la Catcara de Palerme. Rom 1778.
- Minéralogie sicilienne docimastique et métallurgique ou Connaissance de tous les minéraux que produit l'île de Sicile, avec les détails des mines et des carrières et l'histoire des travaux anciens et actuels de ce pays. Suivie de la minér-hydrologie sicilienne, ou la description de toutes les eaux minérales de la Sicile. Turin 1780.
- Lettres sur les truffes du Piémont, écrites en 1780. Mailand 1780.
- Victor Amédée. Tragédie en 5 actes et en vers, par l'auteur de la Minéralogie sicilienne. Warschau 1789.
- La Stanislaĭde ou l'Heureuse délivrance de Stanislas II roi de Pologne. Poème. Warschau 1791.
- Histoire de la vie de George de Browne, comte du Saint-Empire, gouverneur général de Livonie et d'Esthonie…, Johann Friedrich Hartknoch, Riga 1794 (Digitalisat).
  - deutsche Ausgabe: Leben des Reichsgr. Georg von Browne, General-Gouverneur von Liefland und Esthland, Oberfeldherr der Russischen Armeen. Mit einem Vorwort von L. Schubert. Johann Friedrich Hartknoch, Riga 1795 (Digitalisat) der Bayerischen Staatsbibliothek.
- Jardin sentimental du château de Warkland dans le Comté de Borch en Russie Blanche, Warschau 1795.